# Into the Abyss (documental)
Into the Abyss es un documental de 2011, escrito y dirigido por Werner Herzog. El filme gira en torno a dos hombres condenados por un triple homicidio que ocurrió en Conroe (Texas). Los hombres son Michael Perry, quien fue condenado a pena de muerte por el delito, y Jason Burkett, que fue condenado a cadena perpetua. La película se centra en los dos condenados y varias personas afectadas por el crimen.

## Descripción
El documental muestra a Michael Perry y Jason Burkett, dos hombres condenados por el homicidio de Sandra Stotler, una mujer que vivía en Conroe (Texas). El crimen fue cometido en octubre de 2001, cuando Burkett y Perry tenían 19 años de edad, y tenía como objetivo el robo de un automóvil Chevrolet Camaro que estaba en la casa de la víctima. Una vez cometido el homicidio, los jóvenes asesinaron a dos personas más, al hijo de la mujer y a uno de sus amigos, para poder salir del condominio donde estaba la casa. Los cadáveres de las víctimas fueron escondidos en los alrededores.
Luego de ser detenidos por la policía en medio de un tiroteo, los jóvenes fueron sometidos a juicio y encontrados culpables de los delitos. Michael Perry fue condenado a pena de muerte, mientras que Jason Burkett a cadena perpetua. El documental muestra entrevistas a ambos condenados, a los familiares de las víctimas, a miembros de la policía y a un clérigo, entre otros. Además de esas entrevistas, el documental muestra el material fílmico con el que la policía registró la escena del crimen y los lugares donde fueron encontrados los cuerpos. Tanto Perry como Burkett alegan inocencia en los crímenes por los cuales fueron condenados, y se culpan entre sí por la responsabilidad de los hechos cometidos.
Uno de los entrevistados es Delbert Burkett, padre de Jason, quien también está en la cárcel producto de otros crímenes. El hombre dice estar arrepentido por lo que le ha pasado a su hijo, y cree que tener responsabilidad en lo ocurrido, al no haber estado presente en su hogar durante los años que estuvo en prisión. Otra de las entrevistadas es Melyssa, una mujer que conoció a Jason Burkett mientras él estaba en la cárcel, y con quien posteriormente contrajo matrimonio.
El documental además trata el tema de la pena de muerte, explicando el proceso al que son sometidos los condenados antes de recibir la inyección letal.

## Producción
El director Werner Herzog había planeado filmar un documental sobre la vida en prisión a finales de la década de 1950, cuando tenía 17 años de edad. El lugar escogido era una prisión ubicada en la ciudad de Straubing (Baviera), pero no pudo concretar el proyecto. El tema del documental permaneció pendiente durante décadas, hasta que comenzó a hacer Into the Abyss. En un principio, el documental buscaba registrar la vida de cinco personas condenadas a muerte en los estados de Florida y Texas. Mientras estaba produciendo el documental, Herzog decidió centrarse en uno de los entrevistados, Michael Perry, cuyo caso era más complejo y tenía más aristas que los demás. Los otros cuatro casos fueron convertidos en una miniserie de televisión documental titulada On Death Row.
La entrevista de Michael Perry fue realizada en junio de 2010, mientras estaba en el corredor de la muerte, ocho días antes de su ejecución. El rodaje del documental fue intermitente y se extendió por aproximadamente un año, debido a las dificultades para poder entrevistar a algunas personas, especialmente a los condenados. Las secuencias filmadas, sin editar, tenían una duración de cerca de ocho horas.
Si bien el director ha dicho estar en contra de la pena de muerte, aclaró que Into the Abys no busca hacer una campaña a favor o en contra de algo. Al ser interrogado en una entrevista sobre cuál era el tema del documental, Herzog respondió:

En el caso de Into the Abyss siempre estuvo claro que el epicentro de las cosas era el crimen, un crimen que está más allá de mi comprensión. Me pareció muy aterrador, ya que era tan extraordinariamente absurdo, totalmente nihilista. Es por eso que me intrigó, quería saber qué había detrás de él: ¿Quiénes son los autores? ¿Quiénes son los supervivientes? ¿Quiénes son los detectives de los homicidios? ¿Qué aspecto tenía la la escena del crimen?

## Estreno
El documental fue estrenado el 8 de septiembre de 2011 en el Festival Internacional de Cine de Toronto. Posteriormente fue exhibido en otros festivales, incluyendo el IDFA, y los de Turín, Dubái y Hong Kong.

## Recepción
Into the Abyss obtuvo una respuesta positiva por parte de la crítica cinematográfica. El documental posee un 91% de comentarios positivos en el sitio web Rotten Tomatoes, basado en un total de 96 críticas, y una puntuación de 74/100 en Metacritic. Antonio Muñoz Molina escribió en el periódico El País: "Hay zonas de experiencia en las que la ficción no sabe o no puede aventurarse. No hay película de terror que dé más miedo que esas imágenes rodadas por la policía en el lugar del crimen con una tosquedad de vídeo doméstico, mal iluminado, con movimientos bruscos de cámara". A. O. Scott de The New York Times sostuvo que en el documental Werner Herzog no está interesado en reivindicar algún punto de vista particular o versión de los hechos, ni está defendiendo una posición política, sino que está "investigando las contradicciones del corazón humano, en la que la nobleza y el salvajismo están tan entrelazados que llegan a ser casi indistinguibles". Peter Debruge de la revista Variety comparó la labor del director con la de Truman Capote en A sangre fría, y agregó que "la investigación de Herzog puede no funcionar como una editorial contra la pena de muerte, pero sus conclusiones son sin duda profundas".